# Al-Masry
Al-Masry is een Egyptische voetbalclub uit Port Said.
De club werd in 1920 opgericht en speelt in de Premier League. Al-Masry won in de jaren 30 driemaal het regionale kampioenschap. In 1998 werd de Beker van Egypte gewonnen.

## Erelijst
- Beker van Egypte:

1998
- Sultan Hussein Cup:

1933, 1934, 1937
- Canal Zone League:

1932, 1933, 1934, 1935, 1936, 1937, 1938, 1939, 1940, 1941, 1942, 1943, 1944, 1945, 1946, 1947, 1948
- Confederation Cup Refresher:

1992

## Voetbalrellen
Op 1 februari 2012 kwamen zeker 74 mensen om het leven in de Egyptische havenstad Port Said na de voetbalwedstrijd tussen Al-Masry en Al-Ahly.